# Лаврики (Ленінградська область)
Лаврики (рос. Лаврики) — присілок у Всеволожському районі Ленінградської області Російської Федерації.
Населення становить 946 осіб. Належить до муніципального утворення Муринське міське поселення.

## Історія
Від 1 серпня 1927 року належить до Ленінградської області.

## Населення
1. Н/Д[2]

1. Н/Д[3]